# Pardosa evelinae
Pardosa evelinae är en spindelart som beskrevs av Jörg Wunderlich 1984. Pardosa evelinae ingår i släktet Pardosa och familjen vargspindlar. Inga underarter finns listade i Catalogue of Life.